# Pseudococcus mendiculus
Pseudococcus mendiculus är en insektsart som beskrevs av Ferris in Zimmerman 1948. Pseudococcus mendiculus ingår i släktet Pseudococcus och familjen ullsköldlöss. Inga underarter finns listade i Catalogue of Life.